# سام برايزلاند
سام برايزلاند (بالإنجليزية: Sam Bryceland)‏ هو مدرب كرة قدم ولاعب كرة قدم بريطاني في مركز جناح ‏، ولد في 14 يوليو 1932. لعب مع نادي دمبرتون ونادي غرينوك مورتون ونادي غلوستر سيتي ونادي ووستر سيتي.